# Montecilfone
Montecilfone là một đô thị ở tỉnh Campobasso trong vùng Molise thuộc nước Ý, có vị trí cách khoảng 40 km về phía đông bắc của Campobasso. Tại thời điểm ngày 31 tháng 12 năm 2004, đô thị này có dân số 1.552 người và diện tích là 22,8 km².
Montecilfone giáp các đô thị: Guglionesi, Montenero di Bisaccia, Palata.